# 77 av. J.-C.
Cette page concerne l'année 77 av. J.-C. du calendrier julien proleptique.

## Événements
- 1er octobre 78 av. J.-C. (1er janvier 677 du calendrier romain)  : début à Rome du consulat de Mamercus Aemilius Lepidus Livianus et Decimus Junius Brutus (en)[1].
  - Marcus Aemilius Lepidus, consul l'année précédente, envoie au Sénat un ultimatum dans lequel il reprend ses projets de loi et demande le rétablissement intégral de la puissance tribunitienne (fin 78 av. J.-C.). Devant l’opposition du Sénat, il tente une révolte en Étrurie et marche sur Rome. Au début de l’année, Pompée, avec les vétérans du Picenum, suit la via Aemilia et assiège Mutina, défendue par Marcus Junius Brutus qui doit capituler sous la pression de ses soldats. Brutus se retire à Regium Lepidum, où il est tué par les hommes de Pompée[2]. Lepidus marche sur Rome mais est battu par Catulus sous les murs de la ville pratiquement sans combat à la suite de la défection de son principal lieutenant. Il se retire en Étrurie puis se réfugie en Sardaigne où il meurt peu après[3].
- Été[4] : 
  - Marcus Perperna Veiento, ancien partisan de Marius, chassé de Sicile par Pompée s'enfuit en Hispanie auprès de Sertorius avec les restes de l'armée de Lepidus stationnée en Sardaigne (environ 53 cohortes)[5],[6].
  - Pompée, doté de l'imperium proconsulaire est envoyé en Hispanie contre Sertorius[7]. Il franchit les Alpes et réprime en Gaule transalpine la révolte des Volques, des Allobroges et des Voconces.

- Guerre sertorienne : Lucius Hirtuleius défend la Lusitanie tandis que Sertorius envahit l'Hispanie citérieure entre Consabura et Augusta Bilbilis par Segóbriga, Caraca et Segontia. Après 44 jours de siège et l'effondrement d'une partie de la muraille, Sertorius s'empare de la ville de Contrebia Leucade[8],[9]. Il contrôle Calagurris et Ilerda dans la vallée de l’Ebre[10]. À la tête de 70 000 hommes, il domine désormais la Lusitanie, la meseta de Castille et d’Aragon et la côte au nord de Carthagène, sauf Lauro et Sagonte. Il organise son territoire à la romaine, avec un Sénat. Il crée à Osca (Huesca) une école pour former à l’éducation romaine les fils de notables espagnols[7].
- Le cousin octogénaire de Mithridate, Sanatrocès, succède à « Arsace Théopator Evergète » sur le trône des Parthes avec l’appui des Sacarauques, une tribu Sakas (fin de règne en 71/70  av. J.-C.)[11]

## Naissances
- Fulvie, aristocrate et femme d'État romaine.
- Liu Xiang, lettré chinois.

## Décès
- Titus Quinctius Atta, poète comique romain.